# Tibert Pont
Tibert Pont (Ginevra, 23 gennaio 1984) è un ex calciatore svizzero, di ruolo centrocampista.

## Carriera
Fa il suo esordio in massima serie elvetica con la maglia del Servette durante la partita del 5 dicembre 2004 contro lo FC Schaffhausen (vittoria in trasferta per 4-1). Il 1º aprile 2012 segna la sua prima rete in Super League siglando il momentaneo pareggio nella partita persa (1-3) contro il Losanna alla Pontaise

## Palmarès

### Club

#### Competizioni nazionali
- Promotion League: 1

Servette: 2015-2016